# Borrelia recurrentis
Borrelia recurrentis är en spiroket med en längd på 3-25 µm och bredd på 0,2-0,3 µm. Om man blivit smittad av bakterien Borrelia recurrentis kan sjukdomen ge symtom såsom huvudvärk, muskelvärk, hög feber som återkommer (återfallsfeber), samt även rubbningar i hjärnans sensorer. Pediculus humanus humanus, är en kroppslus som har människan som sin enda värd. Denna kroppslus kan överföra sjukdomsframkallande bakterier till människor, såsom Borrelia recurrentis. Kroppslusen har varit den enda bäraren av Borrelia recurrentis som man känt till sedan 1800-talet, men 2011 upptäckte man DNA från Borrelia recurrentis i 23 % av de huvudlöss Pediculus humanus capitis som patienter som uppvisade återfallsfeber i Etiopien bar på. Louse-borne Relapsing fever, Lusburen återfallsfeber (LBRF) orsakas endast av bakterien Borrelia recurrentis, medan fästingburen återfallsfeber (TBRF) orsakas av flera olika Borrelia-arter.

## Historia
Det första utbrottet som är dokumenterat inträffade i mitten av 1700-talet på Irland för att sedan sprida sig till Brittiska öarna. Sjukdomen fick beteckningen återfallsfeber först 1843. På den europeiska kontinenten och i USA drabbades därefter den fattiga delen av befolkningen av återfallsfeber. Organismen som orsakade epidemin upptäcktes av den tyska läkaren Otto Obermeier. Den fick namnet Spirochetea obermeieri, denna organism skulle senare döpas om till Borrelia recurrentis. De största utbrotten av återfallsfeber skedde under första och andra världskrigen. Senaste gången sjukdomen observerades i Europa var under 1940-talet på Balkanhalvön.

## Utbredning
Borrelia recurrentis är utbredd i Afrika i bland annat Sydsudan och även Etiopien.

## Livscykel

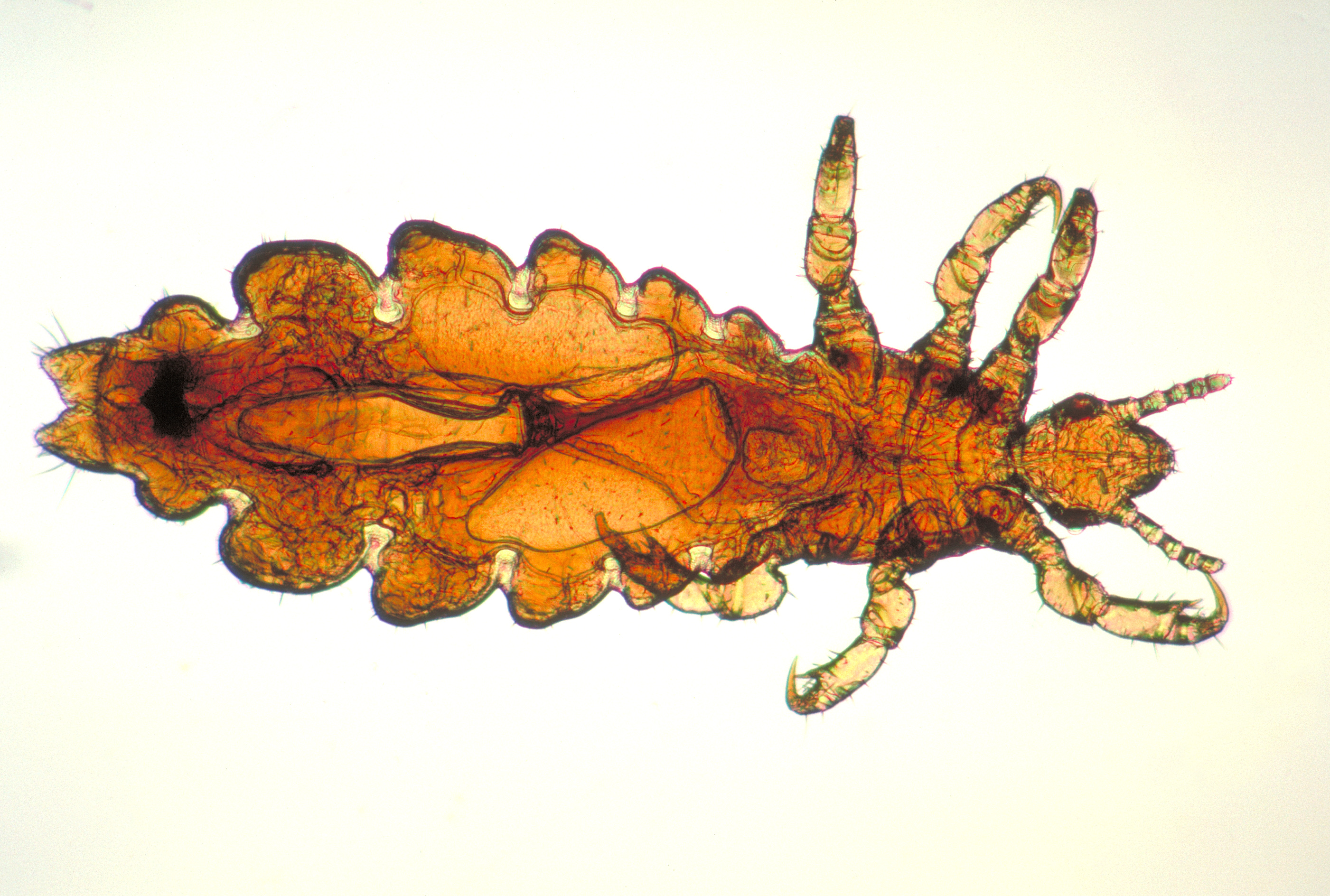
Huvudlusen, ett värddjur för Borrelia recurrentis

Lusburen Borrelia recurrentis anses vara en strikt human-specifik patogen. Borrelia recurrentis är en parasit som använder människolöss som värddjur. Lössen är kortlivade och innan de når vuxenstadiet ömsar de skal tre gånger. Lusen antas förvärva smittan när den äter smittat blod. Borrelia recurrentis sprider sig sedan från tarmen till hemolymfa där den reproducerar. Den för dock inte vidare smittan till sina gnetter. Lusen blir smittsam när den börjar utsöndra bakterier via avföringen, vilket sker först efter fyra till fem dygn efter blodsugningen.

## Uppbyggnad
Borrelia recurrentis är en mikroaerofil bakterie, vilket innebär att den är känslig för luftens normala syrehalt, samtidigt som den ändå behöver fen viss mängd syre för att kunna växa och föröka sig. Dess cellvägg är gram-negativ.

## Infektion
En person blir infekterad av parasiten då han eller hon kliar sig på sitt lusbett och då omedvetet gnider in lusens avföring i bettet. Det spelar ingen roll vad man har för kön eller ålder, alla kan drabbas av Borrelia recurrentis. Bakterien kan mutera; vilket innebär att den förändrar sina ytproteiner, så att den undgår människans immunförsvar.

### Symtom
När man drabbas av lusburen återfallsfeber insjuknar man hastigt och får en hög febertopp, som sedan återkommer i cykler. En febertopp varar oftast i två till fyra dygn och det vanligaste är att det uppstår två eller tre toppar, men så många som tio febertoppar kan uppstå. Förutom feber kan även huvudvärk, muskelvärk och hudutslag uppkomma.

### Diagnos och behandling
Lusburen återfallsfeber är en dödlig men också en behandlingsbar sjukdom. Om sjukdomen inte behandlas kan dödligheten vara uppemot 80% och vid behandling ligger dödligheten runt 5%. Hos gravida som får återfallsfeber kan detta leda till missfall eller för tidigt födda barn. Två effektiva behandlingar mot återfallsfeber är tetracykliner och penicilliner. I samband med behandlingen erhålls ofta så kraftig Jarisch-Herxheimerreaktion inom ett dygn, ibland redan efter två timmar, att patienten behöver sjukhusvård - inklusive intensivvård.

### Andra typer av återfallsfeber
Återfallsfeber behöver enbart inte bara vara lusburen utan kan även vara fästingburen. Fästingburen återfallsfeber, som orsakas av parasiter inom samma släkte som Borrelia recurrentis, kan även smitta djur.